# Reichskassenschein

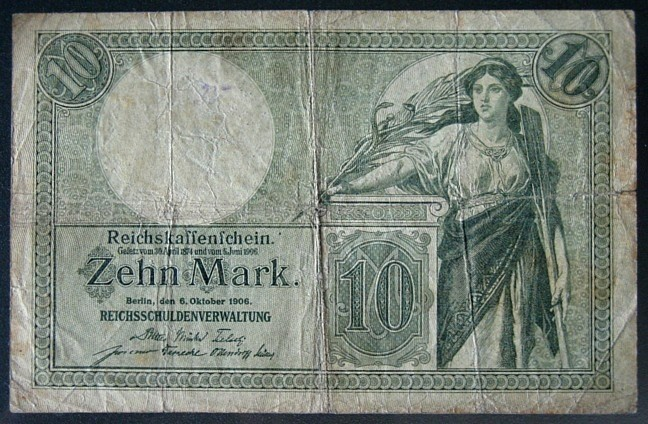
Reichskassenschein von 1906

Reichskassenscheine waren Geldscheine, die von 1874 bis 1923 im Deutschen Reich zirkulierten. Im Unterschied zu Banknoten der Mark von 1871, welche auf Kredit der Bank ausgegeben wurden, beruhten Reichskassenscheine auf dem Kredit des Staates. Ursprünglich dienten sie zur Ablösung bzw. dem Ersatz von Länderbanknoten in Taler- oder Guldenwährung der noch bis 1871 unabhängigen deutschen Bundesländer. Siehe vormalige Kassenanweisungen.
Gemäß Münzgesetz vom 9. Juli 1873 war für Reichsbanknoten über 100 Mark eine gesetzliche Deckung vorgeschrieben. Herausgeber der Reichskassenscheine war somit nicht die Reichsbank, sondern die „Reichsschuldenverwaltung“. Damit handelt es sich bei Reichskassenscheinen um Staatspapiergeld (Form des Papiergeldes, für die kein Annahmezwang bestand). Ihre Emission wurde erstmals am 30. April 1874 im Gesetz, betreffend die Ausgabe von Reichskassenscheinen geregelt, darunter auch die Höhe der Stückelung zu 5, 20 und 50 Mark. Im Zuge der Liquiditätskrise wurde ihr Höchstwert am 6. Oktober 1906 auf 10 Mark begrenzt.
Sie wurden nach speziellem Länderschlüssel emittiert und dienten ursprünglich zum Zahlungsausgleich zwischen den Bundes- und Länderbehörden. Dadurch gelangten sie auch in die „Lohntüten“ der Beamten und wurden allgemein vom Publikum akzeptiert. Sie wurden anstandslos von den Länder- und Bundeskassen (Reichskassen) zum Kurs von 1 : 1 zu den anderen, auf „Mark“ lauteten Zahlungsmitteln entgegengenommen. Ein Umtausch in Goldmark war jederzeit bis zum Kriegsbeginn Anfang August 1914 je nach Kassenlage möglich. Formal waren sie kein gesetzliches Zahlungsmittel, so dass kein Annahmezwang bis 1914 bestand.
In der Inflationszeit verloren auch diese Geldscheine bis 1923, zusammen mit den Reichsbanknoten, Darlehnskassenscheinen, Privatbanknoten und den vielfältigen Notgeldemissionen, vollständig ihren Wert.

## Belege
1. ↑  Willy Ruppel: Kleine Reichsbanknoten Leipzig 1908, S. 60.
2. ↑  Helmut Kahnt, Bernd Knorr: Alte Maße, Münzen und Gewichte. Ein Lexikon. Bibliographisches Institut, Leipzig 1986, Lizenzausgabe Mannheim/Wien/Zürich 1987, ISBN 3-411-02148-9, S. 397.
3. ↑  Matthias Wühle: Geld- und Währungspolitik der Reichsbank 1875-1914: Der Transformationsprozess der deutschen Geldverfassung, München 2011, ISBN 3-89975-736-X, S. 29ff.